# 潘本 (阿肯色州)
潘本（英語：Pangburn）是一個位於美國阿肯色州懷特縣的城市。

## 地理
潘本的座標為35°25′36″N 91°50′13″W / 35.42667°N 91.83694°W，而該地的平均海拔高度為106米（即348英尺）。

## 人口
根據2020年美國人口普查的數據，潘本的面積為1.41平方千米，皆為陸地。當地共有人口500人，而人口密度為每平方千米354人。